# Міські адміністрації Казахстану
Міська адміністрація (міський акимат, каз. қалалық әкімдігі) — один із типів адміністративних одиниць в адміністративно-територіальному устрої Казахстану. Всього в Казахстані налічується 89 міських адміністрацій.
Згідно із законом від 1993 року існує 3 типи міських адміністрацій:
- 1-го порядку — міські адміністрації міст республіканського підпорядкування (3 шт.)
- 2-го порядку — міські адміністрації міст обласного підпорядкування (38 шт.)
- 3-го порядку — міські адміністрації міст районного підпорядкування (48 шт.)

Виконавчим органом в межах адміністрації є голова міської адміністрації.

## Міські адміністрації

### 1-го порядку
- Алматинська міська адміністрація
- Астанинська міська адміністрація
- Шимкентська міська адміністрація

### 2-го порядку
Абайська область
- Курчатовська міська адміністрація
- Семейська міська адміністрація

Акмолинська область
- Кокшетауська міська адміністрація
- Косшинська міська адміністрація
- Степногорська міська адміністрація

Актюбінська область
- Актобинська міська адміністрація

Алматинська область
- Конаєвська міська адміністрація

Атирауська область
- Атирауська міська адміністрація

Жамбильська область
- Таразька міська адміністрація

Жетисуська область
- Талдикорганська міська адміністрація
- Текелійська міська адміністрація

Західноказахстанська область
- Уральська міська адміністрація

Карагандинська область
- Балхаська міська адміністрація
- Карагандинська міська адміністрація
- Приозерська міська адміністрація
- Саранська міська адміністрація
- Темиртауська міська адміністрація
- Шахтинська міська адміністрація

Кизилординська область
- Байконирська міська адміністрація
- Кизилординська міська адміністрація

Костанайська область
- Аркалицька міська адміністрація
- Костанайська міська адміністрація
- Лисаковська міська адміністрація
- Рудненська міська адміністрація

Мангистауська область
- Актауська міська адміністрація
- Жанаозенська міська адміністрація

Павлодарська область
- Аксуська міська адміністрація
- Екібастузька міська адміністрація
- Павлодарська міська адміністрація

Північноказахстанська область
- Петропавловська міська адміністрація

Східноказахстанська область
- Ріддерська міська адміністрація
- Усть-Каменогорська міська адміністрація

Туркестанська область
- Ариська міська адміністрація
- Кентауська міська адміністрація
- Туркестанська міська адміністрація

Улитауська область
- Жезказганська міська адміністрація
- Каражальська міська адміністрація
- Сатпаєвська міська адміністрація

### 3-го порядку
Абайська область
- Аягозька міська адміністрація
- Шарська міська адміністрація

Акмолинська область
- Аккольська міська адміністрація
- Атбасарська міська адміністрація
- Державінська міська адміністрація
- Єрейментауська міська адміністрація
- Єсільська міська адміністрація
- Макинська міська адміністрація
- Степняцька міська адміністрація
- Щучинська міська адміністрація

Актюбінська область
- Алгинська міська адміністрація
- Ембинська міська адміністрація
- Жемська міська адміністрація
- Кандиагаська міська адміністрація
- Темірська міська адміністрація
- Хромтауська міська адміністрація
- Шалкарська міська адміністрація

Алматинська область
- Єсіцька міська адміністрація
- Каскеленська міська адміністрація
- Талгарська міська адміністрація

Атирауська область
- Кульсаринська міська адміністрація

Жамбильська область
- Жанатаська міська адміністрація
- Каратауська міська адміністрація
- Шуська міська адміністрація

Жетисуська область
- Жаркентська міська адміністрація
- Саркандська міська адміністрація
- Ушаральська міська адміністрація
- Уштобинська міська адміністрація

Західноказахстанська область
- Аксайська міська адміністрація

Карагандинська область
- Абайська міська адміністрація
- Каркаралінська міська адміністрація

Кизилординська область
- Аральська міська адміністрація
- Казалінська міська адміністрація

Костанайська область
- Житікаринська міська адміністрація
- Тобильська міська адміністрація

Мангистауська область
- Форт-Шевченківська міська адміністрація

Північноказахстанська область
- Булаєвська міська адміністрація
- Мамлютська міська адміністрація
- Сергієвська міська адміністрація
- Тайиншинська міська адміністрація

Східноказахстанська область
- Алтайська міська адміністрація
- Зайсанська міська адміністрація
- Серебрянська міська адміністрація
- Шемонаїхинська міська адміністрація

Туркестанська область
- Жетисайська міська адміністрація
- Ленгерська міська адміністрація
- Сариагаська міська адміністрація
- Шардаринська міська адміністрація